# Areteusz z Kapadocji

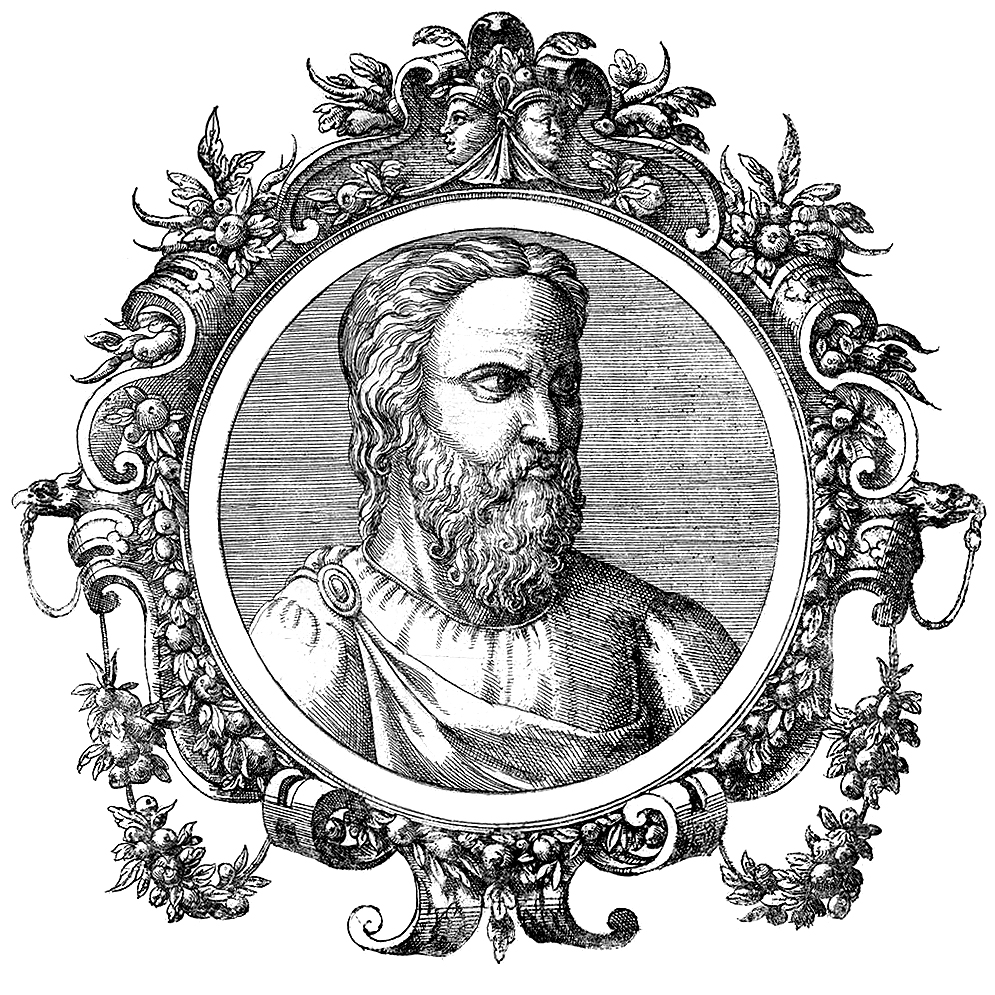
Areteusz z Kapadocji

Areteusz z Kapadocji (Aretaeus) – lekarz w starożytnej Grecji.
Praktykował przypuszczalnie w I wieku n.e. podczas panowania Nerona i Wespazjana. Opisał z dużą dokładnością symptomy rozmaitych chorób. Napisał 8 książek: 2 De causis et signis acutorum morborum, 2 De causis et signis diuturnorum morborum, 2 De curatione acutorum morborum, oraz 2 De curatione diuturnorum morborum. Opisał po raz pierwszy tak zwaną heterokranię (rodzaj migreny) i podał cechy wyróżniające tę postać chorobową od innych rodzajów bólu głowy, m.in. połowiczność objawów oraz ich okresowość.